# Эпигастральная область
Эпигастральная область (эпигастрий, надчревье) — область непосредственно под мечевидным отростком, соответствующая проекции желудка на переднюю брюшную стенку.
Имеет важное клиническое значение как проекционный ориентир внутренних органов, по локализации клиники и болевого синдрома врач может принять решение о месте поражения, а применяя дополнительные клинические исследования, установить предварительный диагноз.
Также при методе Геймлиха толчки наносятся именно в эпигастральную область.